# Теодорит (митрополит Київський)
Теодорит (рік нар. та см. невід.) — церковний діяч, митрополит Київський та всієї Руси (1352—1354), отримав висвячення у Болгарського патріарха у місті Тирново.
За одними джерелами — ставленик Литовського князя Любарта Гедиміновича, за іншими — руських (українських), зокрема київських, князів та духовенства.
Наприкінці сорокових років XIV ст., митрополиту Київському (з осідком у Москві) Феогностові, за фінансової підтримки московських князів, вдалось добитись в Константинополі ліквідації Галицької митрополії та Литовської митрополії. Проте ця єдність тривала недовго, оскільки володимирсько-московські митрополити проводили політику вигідну московським князям. Це природно не влаштовувало ні Великого князя Литовського, ні київське духовенство та українських князів. Оскільки Київ номінально залишався центром митрополії, тут вирішили поставити свого митрополита. Кандидатом на митрополичий стіл став Теодорит.
1352 року — Теодорит приїхав до Константинопольського патріарха, щоб отримати посвячення на митрополичу кафедру. Однак патріарх довгий час затягував вирішення цього питання.
1353 року — Теодорит, так і не отримавши згоду константинопольського патріарха поїхав до Тирнова, де дістав посвячення на митрополита Київського у Болгарського патріарха.
Хоча це посвячення й суперечило церковним канонам, але, коли Теодорит приїхав до Києва, його прийняли як митрополита, й він правив декілька років, незважаючи на розіслані з Константинополя грамоти.
Теодорита визнавали митрополитом Київським українські єпархії у складі Литовсько-Руської держави та єпархії колишньої Галицької митрополії. Деякий час йому підпорядковувалась тверська й новгородська єпархії.
Через кілька місяців після висвячення Теодорита помер митрополит Феогност, й у Константинополі розгорнулась боротьба за Київську митрополію між Москвою й Литвою. В Москві мали свого кандидата — Олексія, що ще за життя Феогноста був його намісником. Литовський князь Ольґерд також мав свого кандидата на митрополита «всія Руси» Романа.
1354 року — Роман отримав свячення від Константинопольського патріарха на митрополита литовського, й приїхав до Києва, щоб керувати митрополією зі столиці «всія Руси». Але його не прийняли, тому що Київ підтримував Теодорита. Згодом, через тиск, як московської, так й литовської влади, що мала своїх (посвячених у Константинополі) митрополитів, Теодорит вимушений був поступитися митрополичим престолом.
Подальша доля невідома.